# 정명진 (야구인)
정명진(鄭命津, 1964년 11월 13일 ~ )은 전 KBO 리그 야구 선수의 투수이다.

## 출신학교
- 1979년 ~ 1982년 : 마산상업고등학교
- 1982년 ~ 1986년 : 경성대학교 (1982학번)

## 수상 경력
- 1991년 프로야구 2군 리그 다승 1위

## 등번호
- 49번